# Americká noc (film)
Americká noc (originální název La nuit américaine) je francouzský film z roku 1973 režiséra Françoise Truffauta. Film získal Oscara za nejlepší cizojazyčný film roku 1974, cenu BAFTA za nejlepší film. Sám režisér Truffaut hraje ve filmu postavu režiséra Ferranda. Americká noc je film o filmu, ve kterém režisér vyznává svoji lásku k filmovému umění. Jedná se o pohled do zákulisí natáčení jednoho filmu.

## Obsazení
| Jacqueline Bissetová | Julie Bakerová    |
| Jean-Pierre Léaud    | Alphonse          |
| Jean-Pierre Aumont   | Alexandre         |
| Valentina Corteseová | Séverine          |
| François Truffaut    | Ferrand           |
| Dani                 | Liliane           |
| Alexandra Stewartová | Stacey            |
| Nathalie Baye        | Joëlle            |
| Graham Greene        | pojišťovací agent |